# Whangarei
Whangarei är den nordligaste större staden i Nya Zeeland och är huvudstad i Northlandregionen. 
Whangarei har ett subtropiskt klimat men temperaturen når sällan över 30 grader samt drabbas ytterst sällan av frost. Staden hade under 2013 cirka 49 200 invånare och inklusive omnejden (Territorial Authority) cirka 77 000.